# Батушкин, Василий Егорович
Василий Егорович Батушкин — советский хозяйственный, государственный и политический деятель.

## Биография
Родился в 1918 году в с. Дельная-Дубрава Ламского района Тамбовской  области. Член КПСС с 1939 года.
Участник Великой Отечественной войны.С июля 1941 года воевал в рядах Действующей Армии, защищал Москву, освобождал Белоруссию, Украину, Польшу, дошел до Берлина.
С 1945 года — на хозяйственной, общественной и политической работе. В 1945—1970 гг. — инструктор Тамбовского обкома, секретарь, а затем второй секретарь Мучкапского райкома партии. В 1950 году Центральный комитет КПСС направил тов. Батушкина начальником политотдела Корнештской МТС Унгенского района Молдавской ССР. Впоследствии он работал вторым, а затем первым секретарем Рыбницкого райкома КП Молдавской ССР, начальник Тираспольского районного производственного управления сельского хозяйства, заместитель Министра сельского хозяйства Молдавской ССР, на ответственных должностях в Кишиневе.
В 1958 году избирался депутатом Верховного Совета СССР 5-го созыва, а также  депутатом VI-го и  VII-го созывов  в Верховный Совет Молдавской ССР.[уточнить]
В годы Великой Отечественной войны за мужество и отвагу, проявленные при исполнении воинского долга  был  награжден Орденом Красной Звезды и  медалью "За боевые заслуги" . За участие в героической обороне Москвы был награжден медалью  "За оборону Москвы", в 1946 году медалью -  "За победу на Германией в Великой Отечественной войне в 1941-1945 г.г.",  в 1985 году - Орденом Отечественной войны II  степени.
После войны за трудовые  заслуги награжден двумя Орденами Ленина, Орденом Трудового Красного Знамени и многочисленными медалями.
Умер в 2007 году в Кишиневе, Молдова.